# Giáo phận Udon Thani
Giáo phận Udon Thani (tiếng Thái: สังฆมณฑลอุดรธานี; tiếng Latinh: Dioecesis Udonthaniensis) là một giáo phận của Giáo hội Công giáo Rôma ở Thái Lan. Giáo phận là một giáo phận trực thuộc Tổng giáo phận Thare và Nonseng.

## Địa giới
Địa giới giáo phận bao gồm 5 tỉnh tại Thái Lan: Khon Kaen, Loei, Nongbua Lamphu, Nong Khai và Udon Thani.
Tòa giám mục và Nhà thờ chính tòa Đức Mẹ Hằng Cứu Giúp của giáo phận được đặt tại thành phố Udon Thani.
Giáo phận được chia thành 72 giáo xứ.

## Lịch sử
Hạt Đại diện Tông tòa Udon Thani được thành lập vào ngày 7/5/1953 theo tông sắc Nos quibus của Giáo hoàng Piô XII, trên phần lãnh thổ tách ra từ Hạt Đại diện Tông tòa Thare (hiện là Tổng giáo phận Thare và Nonseng).
Vào ngày 18/12/1965 Hạt Đại diện Tông tòa được nâng cấp thành một giáo phận theo tông sắc Qui in fastigio của Giáo hoàng Phaolô VI.
Vào ngày 2/7/1969 giáo phận đã đổi tên thành như hiện tại theo nghị định Cum Excellentissimus của Bộ Truyền giáo.

## Giám mục quản nhiệm
Các giai đoạn trống tòa không quá 2 năm hay không rõ ràng bị loại bỏ.
- Clarence James Duhart, C.SS.R. † (1953 - 2/10/1975 từ nhiệm)
- George Yod Phimphisan, C.SS.R. † (2/10/1975 - 14/11/2009 về hưu)
- Giuse Luechai Thatwisai, từ 14/11/2009

## Thống kê
Đến năm 2020, giáo phận có 19.943 giáo dân trên dân số tổng cộng 5.491.650, chiếm 0,4%.
| Năm  | Dân số   | Dân số    | Dân số | Linh mục      | Linh mục       | Linh mục      | Linh mục                | Phó tế | Tu sĩ     | Tu sĩ    | Giáo xứ |
| Năm  | giáo dân | tổng cộng | %      | linh mục đoàn | linh mục triều | linh mục dòng | tỉ lệ giáo dân/linh mục | Phó tế | nam tu sĩ | nữ tu sĩ | Giáo xứ |
| ---- | -------- | --------- | ------ | ------------- | -------------- | ------------- | ----------------------- | ------ | --------- | -------- | ------- |
| 1970 | 9.655    | 2.005.642 | 0,5    | 21            |                | 21            | 459                     |        | 25        | 26       | 17      |
| 1980 | 13.002   | 3.777.885 | 0,3    | 23            | 1              | 22            | 565                     |        | 50        | 72       | 51      |
| 1990 | 16.565   | 4.804.503 | 0,3    | 27            | 3              | 24            | 613                     | 1      | 35        | 93       | 57      |
| 1999 | 15.208   | 5.267.331 | 0,3    | 31            | 9              | 22            | 490                     | 1      | 24        | 99       | 55      |
| 2000 | 15.415   | 5.284.691 | 0,3    | 33            | 10             | 23            | 467                     | 1      | 26        | 104      | 56      |
| 2001 | 15.612   | 5.285.002 | 0,3    | 31            | 9              | 22            | 503                     | 1      | 28        | 109      | 56      |
| 2002 | 15.801   | 5.285.002 | 0,3    | 33            | 10             | 23            | 478                     |        | 28        | 106      | 57      |
| 2003 | 16.265   | 5.317.240 | 0,3    | 38            | 12             | 26            | 428                     |        | 31        | 110      | 60      |
| 2004 | 16.359   | 5.318.718 | 0,3    | 41            | 12             | 29            | 399                     |        | 33        | 100      | 60      |
| 2010 | 16.822   | 5.371.000 | 0,3    | 44            | 19             | 25            | 382                     |        | 27        | 100      | 32      |
| 2014 | 18.204   | 5.377.000 | 0,3    | 45            | 16             | 29            | 404                     |        | 32        | 100      | 69      |
| 2017 | 19.263   | 5.527.000 | 0,3    | 52            | 20             | 32            | 370                     |        | 34        | 100      | 73      |
| 2020 | 19.943   | 5.491.650 | 0,4    | 63            | 35             | 28            | 316                     |        | 30        | 100      | 72      |